# 에베르통 두랑이스 코치뉴 아우베스
에베르통 두랑이스 코치뉴 아우베스(포르투갈어: Héverton Durães Coutinho Alves, 1985년 10월 28일 ~ )는 흔히 에베르통으로 불리는 브라질의 축구 선수로, 현재 파이상두에서 뛰고 있다. K리그 등록명은 에벨찡요이다.